# Сент-Круа, Джеффри де
Джеффри Эрнест Морис де Сент-Круа (англ. Geoffrey Ernest Maurice de Ste. Croix; 8 февраля 1910 года, Макао — 05.02.2000) — видный британский историк-марксист, специализировавшийся на антиковедении.
Один из ведущих представителей британского исторического материализма. Был членом Коммунистической партии Великобритании и её «Группы историков».
Член Британской академии (1972).
Лауреат Дойчеровской мемориальной премии (1982) за книгу «Классовая борьба в древнегреческом мире» («Class Struggle in the Ancient Greek World from Archaic Age to the Arab Conquests»).

## Биография
Лишился отца в четырёхлетнем возрасте.
Получил традиционное классическое образование в en:Clifton College в Бристоле. 
С 1926 года помощник, в 1932—1940 годах солиситор.
Вышел из рядов Компартии в 1939 году после подписания Пакта Молотова — Риббентропа.
В годы Второй мировой войны служил в Королевских ВВС.
Демобилизован в 1946 году.
Затем изучал античную историю в Университетском колледже Лондона.
На него оказал значительное влияние А. Х. М. Джонс.
В 1950—1953 годах преподавал в Лондонской школе экономики.
Затем с 1953 года и до конца жизни член Нью-Колледжа Оксфорда: заслуженный (emeritus, 1972), почётный (honorary, 1985).
Посещая в 1970-х годах с лекциями Польшу, он, по свидетельству коллег, приводил поляков в смятение, рассуждая о том, что их правительство не понимает Маркса.
«The Guardian» отмечает, что называя себя «боевым, но вежливым атеистом» («an atheist, politely militant»), с годами он становился всё более воинствующим.

## Главные труды
- The Origins of the Peloponnesian War (1972) /Истоки Пелопоннесской войны/
- The Class Struggle in the Ancient Greek World from the Archaic Age to the Arab Conquests (1982) ISBN 01-9872-112-9